# Stormtroopers of Death
S.O.D. (Abkürzung für Stormtroopers of Death) war eine Thrash-Metal-Band aus den Vereinigten Staaten, die 1984 gegründet wurde. Sie bestand mit Scott Ian, Danny Lilker, Billy Milano und Charlie Benante aus Mitgliedern der Bands Anthrax und Nuclear Assault und hatte mehr den Charakter eines Nebenprojekts.

## Bandgeschichte
Die Band war als Spaßprojekt der Anthrax-Mitglieder Ian, Benante und deren Ex-Mitglied Lilker mit dem ehemaligen Anthrax-Roadie Milano geplant. Das Debütalbum Speak English or Die von 1985 wurde zum Kult-Album und hatte großen Einfluss auf viele Bands der härteren Gangart. Zudem stellt es eine der ersten Crossover-Verbindungen der zuvor als zueinander inkompatibel angesehenen Stilrichtungen Hardcore Punk und Metal dar. Die von Billy Milano verfassten Texte dieses Albums zeigten einen eigentümlichen sarkastischen Humor, wurden jedoch auch wegen angeblich fremdenfeindlicher Tendenzen kritisiert. So forderte das Titellied von illegalen Einwanderern Anpassung an die US-Kultur. Andererseits demonstrierte der Songtext von Fuck the Middle East Milanos sarkastische Herangehensweise an politische Themen, indem er für die totale Auslöschung des gesamten Nahen Ostens zu Gunsten von Ägypten und Israel plädierte. Die übrigen Songs waren auf eine ähnliche Art und Weise getextet und unterstrichen durch ihren Humor (Milk, Hey Gordy) das eher spaßig ausgelegte Bandkonzept.
Das Livealbum Live at Budokan von 1992 untermauerte diesen Eindruck. Vor und nach diesem Livealbum widmeten sich die Bandmitglieder wieder ihren Hauptbands Anthrax (Benante und Ian), M.O.D. (Milano) und Nuclear Assault (Lilker). Erst 1999 fand die Band wieder zusammen und veröffentlichte Bigger Than the Devil, welches textlich und musikalisch genau an seinen Vorgänger anknüpfte. Dieses Album verwendete als Artwork eine Parodie auf The Number of the Beast von Iron Maiden und war außerordentlich erfolgreich. In der Folge blieben S.O.D. daher bis 2003 aktiv und veröffentlichten eine EP mit den Songs Seasoning the Obese und Raise Your Sword, die nur als limitierte farbige Schallplatte erhältlich ist, sowie die beiden DVDs Kill Yourself – The Movie und Speak English or Live. Die Kill-Yourself-DVD stellte eine Dokumentation über die Band dar, Speak English or Live dokumentierte das auch auf Live at Budokan festgehaltene Konzert des Jahres 1992, erweitert um viel „Behind-the-Scenes“-Material.
2003 kam es wieder zum Bruch der Band: Lilker und Milano gehen eigene Wege, Benante und Ian sind wieder hauptberuflich bei Anthrax.  Momentan lebt die Band vom Mythos, dass sie immer nur kurz, aber dann lautstark und im Rampenlicht existiert.
2005 wurde dann die 20-Years-of-Dysfunction-DVD herausgebracht. Diese enthält etliche Konzertaufnahmen und Minikonzerte, zusätzlich ist mit der Bonus-CD Pussywhipped noch ein „gebootlegtes Bootleg“ (O-Ton) eines frühen Konzertes dabei. 2007 erschien mit Rise of the Infidels noch einmal eine CD mit einem Konzertmitschnitt von 1999. Das Konzert gaben die vier Musiker in Seattle. Die letzten beiden Veröffentlichungen wurden von Megaforce herausgebracht, somit ist kein Material von Bigger Than the Devil (SPV) enthalten.
Billy Milano und seiner Band M.O.D. wurden in den letzten Jahren, besonders seit den Terroranschlägen am 11. September 2001, häufig Vorwürfe wegen angeblicher rassistischer und nationalistischer Tendenzen gemacht.

## Diskografie
- 1985: Crab Society North (Demo)
- 1985: Speak English or Die (Später noch einmal als Platinum Edition mit 4 Bonustracks)
- 1992: Live at Budokan (Live)
- 1999: Bigger Than the Devil
- 2000: Seasoning the Obese 1 Rote und 1 Gelbe Version mit zusätzlichen Songs von Yellow Machinegun (EP)
- 2001: Kill Yourself - The Movie (DVD)
- 2002: Speak English or Live (DVD)
- 2005: 20 Years of Dysfunction (DVD)
- 2007: Rise of the Infidels (Live / Unreleased Tracks)